# Про інтелект
Про інтелект: Як нове розуміння мозку призведе до створення справді розумних машин (англ. On Intelligence: How a New Understanding of the Brain will Lead to the Creation of Truly Intelligent Machines) — це книга 2004 року винахідника Palm Pilot Джеффа Гокінса з популяризаторкою науки в New York Times Сандрою Блейкслі. Ця книга пояснює теорію мозку системи пам'яті—передбачування Гокінса та описує деякі її наслідки.

## Опис
Гокінс описує цю книгу так:
Книга починається з певної довідки про те, чому попередні спроби зрозуміти розум та побудувати розумні машини зазнали невдачі. Потім я представляю й розвиваю основну ідею теорії, яку я називаю системою пам’яті—передбачування. У главі 6 я докладно розповідаю, як фізичний мозок втілює модель пам’яті—передбачування — іншими словами, як насправді працює мозок. Потім я обговорюю соціальні та інші наслідки цієї теорії, що для багатьох читачів може бути найспонукальнішою главою. Завершується книга обговоренням розумних машин — як ми можемо їх будувати, та на що буде схожим майбутнє. (стор. 5)

## Особиста історія
Перша глава — це коротка історія зацікавлення Гокінса нейронаукою, поєднана з історією досліджень штучного інтелекту. Гокінс використовує історію своєї невдалої спроби вступу до Массачусетського технологічного інституту, щоби проілюструвати конфлікт ідей. Гокінс вірив (і нібито продовжує вірити), що створення справжнього штучного інтелекту стане можливим лише за умови інтелектуального прогресу в дисципліні нейронауки. Гокінс пише, що науковий істеблішмент (який символізує МТІ) історично відкидав актуальність нейронауки для штучного інтелекту. Дійсно, деякі дослідники штучного інтелекту «пишалися ігноруванням нейробіології» (с. 12).
Гокінс є інженером-електротехніком за освітою та нейронауковцем за покликанням. Щоби сформулювати свою систему, він використовував як поняття електротехніки, так і дослідження нейронауки. Зокрема, Гокінс трактує поширення нервових імпульсів у нашій нервовій системі як задачу кодування, а саме як скінченний автомат передбачування майбутнього, подібний за принципом до скінченних автоматів з прямим зв'язком для виправляння помилок.

## Теорія
Основна ідея Гокінса полягає в тім, що мозок є механізмом для передбачування майбутнього, а саме, ієрархічні області мозку передбачують свої майбутні входові послідовності. Можливо, не завжди далеко в майбутньому, але досить далеко, щоб це мало реальну користь для організму. Таким чином, мозок є ієрархічним скінченним автоматом з прямим зв'язком, з особливими властивостями, які дозволяють йому навчатися.
Цей скінченний автомат фактично керує поведінкою організму. Оскільки він є скінченним автоматом з прямим зв'язком, цей автомат реагує на майбутні події, передбачувані з даних минулого.
Ця ієрархія є здатною запам'ятовувати часто спостережувані послідовності (пізнавальні модулі) образів та виробляти інваріантні подання. Вищі рівні кортикальної ієрархії передбачують майбутнє в тривалішому часовому вимірі або в ширшій області сенсо́рних даних. Нижчі рівні інтерпретують або контролюють обмежені області визначення відчуттів, або сенсо́рні чи ефекторні системи. З'єднання зі станів вищого рівня спонукають деякі обрані переходи в автоматах нижчого рівня.
Частиною цієї системи є геббове навчання, в якому подія навчання фізично змінює нейрони та з'єднання, коли навчання відбувається.
Базовим елементом цієї системи є кортикальна колонка у формулюванні Вернона Маунткасла. Гокінс приділяє особливу увагу ролі взаємних зв'язків між одноранговими колонками, та активуванню колонок як цілого. Він рішуче припускає, що колонка — це фізичне представлення скінченного автомата в корі.
З його точки зору як інженера, будь-яка конкретна невдача знайти природну присутність якогось процесу його системи не є сигналом про помилку в системі пам'яті—передбачування як такій, а лише сигналізує про те, що цей природний процес здійснив функційний розклад Гокінса в інший, несподіваний спосіб, бо мотивацією Гокінса є створення розумних машин. Наприклад, для цілей його системи для формування часової послідовності можуть братися нервові імпульси (але можливим втіленням такої послідовності може бути й фазове кодування; для системи ці деталі не мають значення).

## Передбачення теорії системи пам'яті—передбачування
Його передбачення як прототип для деяких прикладів передбачень, таких як передбачення 2, 8, 10 та 11, використовують зорову систему. Інші передбачення посилаються на слухову систему (передбачення 1, 3, 4 та 7).
- Додаток з 11 перевірних передбачень:

### Посилена нервова активність в очікуванні сенсо́рної події
1. Гокінс (2004) передбачає, що в усіх областях кори «ми повинні знайти випереджальні клітини» (англ. anticipatory cells), клітини, які спрацьовують в очікуванні сенсо́рної події.
Примітка: Станом на 2005 було зроблено спостереження спрацьовування дзеркальних нейронів перед очікуваною подією.

### Просторове передбачення
2. У первинній сенсо́рній корі Гокінс передбачає, наприклад, що «ми повинні знайти випереджальні клітини в або поблизу V1, в точному місці зорового поля (сцени)». Експериментально було визначено, наприклад, після картографування кутового положення деяких об'єктів у зоровому полі, що матиме місце однозначна відповідність клітин у сцені кутовим положенням цих об'єктів. Гокінс передбачує, що коли ознаки візуальної сцени є відомими пам'яті, то випереджальні клітини повинні спрацьовувати до того, як фактичні об'єкти буде побачено у цій сцені.

### Передбачування повинне припиняти поширюватися в кортикальній колонці на шарах II та III
3. У шарах II та III передбачувальна активність (спрацьовування нейронів) повинна припиняти поширюватися на певних клітинах, що відповідають конкретному передбаченню. Гокінс не виключає випереджальних клітин у шарах IV та V.

### «Клітини назв» у шарах II та III повинні з'єднуватися переважно з клітинами VI шару кори
4. Навчені послідовності спрацьовувань містять подання сталих в часі інваріантів (англ. temporally constant invariants). Клітини, які спрацьовують у цій послідовності, Гокінс називає «клітинами назв» (англ. "name cells"). Гокінс припускає, що ці клітини назв перебувають у шарі II, фізично суміжнім із шаром I. Гокінс не виключає існування клітин шару III з дендритами в шарі I, які можуть працювати як клітини назв .

### «Клітини назв» повинні залишатисяувімкненимипротягом навченої послідовності
5. За визначенням, сталий в часі інваріант буде активним протягом навченої послідовності. Гокінс стверджує, що ці клітини залишатимуться активними, поки триває навчена послідовність, навіть якщо решта кортикальної колонки стан змінює. Оскільки ми не знаємо кодування послідовності, ми ще не знаємо визначення увімкненості або активності; Гокінс припускає, що схема увімкнено може бути настільки ж простою, як одночасне ТА (тобто клітини назв одночасно «засвічуються») над масивом клітин назв.
Див. Нейронний ансамбль § Кодування про нейрони бабусі, які виконують цей тип функцій.

### «Клітини винятків» повинні залишатисявимкненимипротягом навченої послідовності
6. Новаторське передбачення Гокінса полягає в пригнічуванні певних клітин протягом навченої послідовності. Певний клас клітин у шарах II та III повинен не спрацьовувати протягом навченої послідовності, аксони цих «клітин винятків» (англ. "exception cells") повинні спрацьовувати лише якщо локальне передбачення не справджується. Це запобігає заливанню мозку звичними відчуттями, залишаючи для подальшої обробки лише винятки.

### «Клітини винятків» повинні поширювати неочікувані події
7. Якщо трапляється незвична подія (навчена послідовність зазнає́ невдачі), повинні спрацьовувати «клітини винятків», поширюючи кортикальною ієрархією вгору до гіпокампу, сховища нових спогадів.

### «Клітини Ага!» повинні запускати передбачувальну активність
8. Гокінс передбачує каскад передбачень коли стається розпізнавання, що поширюється кортикальною колонкою донизу (наприклад, з кожною саккадою ока над навченою сценою).

### Пірамідні нейрони повинні виявляти збіги синаптичної активності на тонких дендритах
9. Пірамідні нейрони повинні бути здатними виявляти збіги подій на тонких дендритах, навіть для нейрона з тисячами синапсів. Гокінс постулює часове вікно (передбачаючи кодоване часом спрацьовування), що є необхідним, щоби його теорія залишалася життєздатною.

### Навчені подання з тренуванням рухаються кортикальною ієрархією донизу
10. Гокінс постулює, що, наприклад, якщо нижньоскроневий рівень навчився якоїсь послідовності, то клітини V4 зрештою також її навчаться.

### «Клітини назв» існують в усіх областях кори
11. Гокінс передбачує, що «клітини назв» буде знайдено в усіх областях кори.

### Відгуки
- Colwell, Bob (January 2005). Machine Intelligence Meets Neuroscience. Computer. IEEE. 38 (1): 12—15. doi:10.1109/MC.2005.24. Архів оригіналу за 4 лютого 2005. (англ.)
  - Colwell, B. (2005). Machine Intelligence Meets Neuroscience. Computer. 38: 12—15. doi:10.1109/MC.2005.24. (англ.)
- Dill, Franz (30 жовтня 2004). Jeff Hawkins: On Intelligence. Архів оригіналу за 5 лютого 2012. (англ.)
- Kling, Arnold (22 листопада 2004). On Intelligence, People and Computers. Tech Central Station. Архів оригіналу за 5 березня 2012. (англ.)
- On Biological and Digital Intelligence Огляд від Бена Герцеля (7 жовтня 2004 р.) (англ.)